# Maurice Valentin Borrel

Historische Bronze-Medaille von Borrel 1845 auf den Beginn der "Entente Cordiale" mit dem Besuch Victorias bei Louis-Philippe

Maurice Valentin Borrel (* 24. Juli 1804 in Montataire, Département Oise; † 29. März 1882 in Chevilly-Larue, Département Val-de-Marne) war ein französischer Medailleur.

## Leben
Maurice Valentin Borrel verlebte seine Jugendzeit in sehr dürftigen Umständen in Savoyen und kam 1816 nach Paris, wo er Schüler des Münzgraveurs Jean-Jacques Barre wurde und 1833 mit seinen Arbeiten debütierte. 1836 wurde er Münzgraveur in Monaco und schuf seit 1840 eine bedeutende Reihe von sehr geschätzten Porträt- und Gedächtnismedaillen, die ins Musée de la Monnaie kamen und auf der Weltausstellung von 1867 große Anerkennung fanden.
Sein Sohn Alfred Borrel wurde ebenfalls Münzgraveur.